# Bijka (Republika Ałtaju)
Bijka (ros. Бийка) – wieś (ros. село, trb. sieło) w Rosji, w Republice Ałtaju, w rejonie turoczackim. Centrum administracyjne osiedla wiejskiego Bijkińskoje.

## Geografia
Miejscowość leży w miejscu, w którym rzeka Bijka wpada do rzeki Kłyk, na północ od Jeziora Teleckiego.

## Historia
Wieś założono w 1932 roku, w celu poszukiwania przez zesłańców złota na pobliskich terenach.

## Demografia
W 2016 roku wieś zamieszkiwało 537 osób.